# 8e étape du Tour de France 2012
Pour un article plus général, voir Tour de France 2012.
La 8e étape du Tour de France 2012 se déroule le dimanche 8 juillet 2012. Elle part de Belfort et arrive à Porrentruy, en Suisse.

## Parcours
Le départ de l'étape est donné à Belfort. Le parcours prend la direction du sud et entre dans le Doubs. La route commence à s'élever à partir du quinzième kilomètre. Sept difficultés référencées pour le classement de la montagne s'enchaînent en moins de 150 kilomètres. La première est la côte de Bondeval, au vingtième kilomètre, classée en quatrième, suivie douze kilomètres plus loin de la côte du Passage de la Douleur, en troisième catégorie. Au bas de la descente de cette côte, le peloton passe le Doubs puis aborde la première des quatre ascensions de deuxième catégorie, la côte de Maison-Rouge, qui est la plus longue du jour : 7,9 km à 5 %. Le Tour se dirige ensuite vers l'est et arrive en Suisse, dans le canton du Jura. La côte de Saignelégier emmène une première fois le peloton à plus de 900 mètres d'altitude, au kilomètre 73, après 7,8 km d'ascension à 6,1 %. La cinquième difficulté du jour, la côté de Saulcy commence vingt kilomètres plus loin. Le sprint intermédiaire du jour est situé aux Genevez. Après un court passage dans le canton de Berne, les deux dernières ascensions se succèdent en quinze kilomètres. La côte de la Caquerelle, classée en deuxième catégorie, est longue de 4,3 km et présente une pente moyenne de 7,6 %. La dernière ascension est celle menant au col de la Croix. Classée en première catégorie, elle est longue de 3,7 km avec une pente moyenne de 9,2 %. L'arrivée est jugée 16 kilomètres après le col, à Porrentruy.

## Déroulement de la course

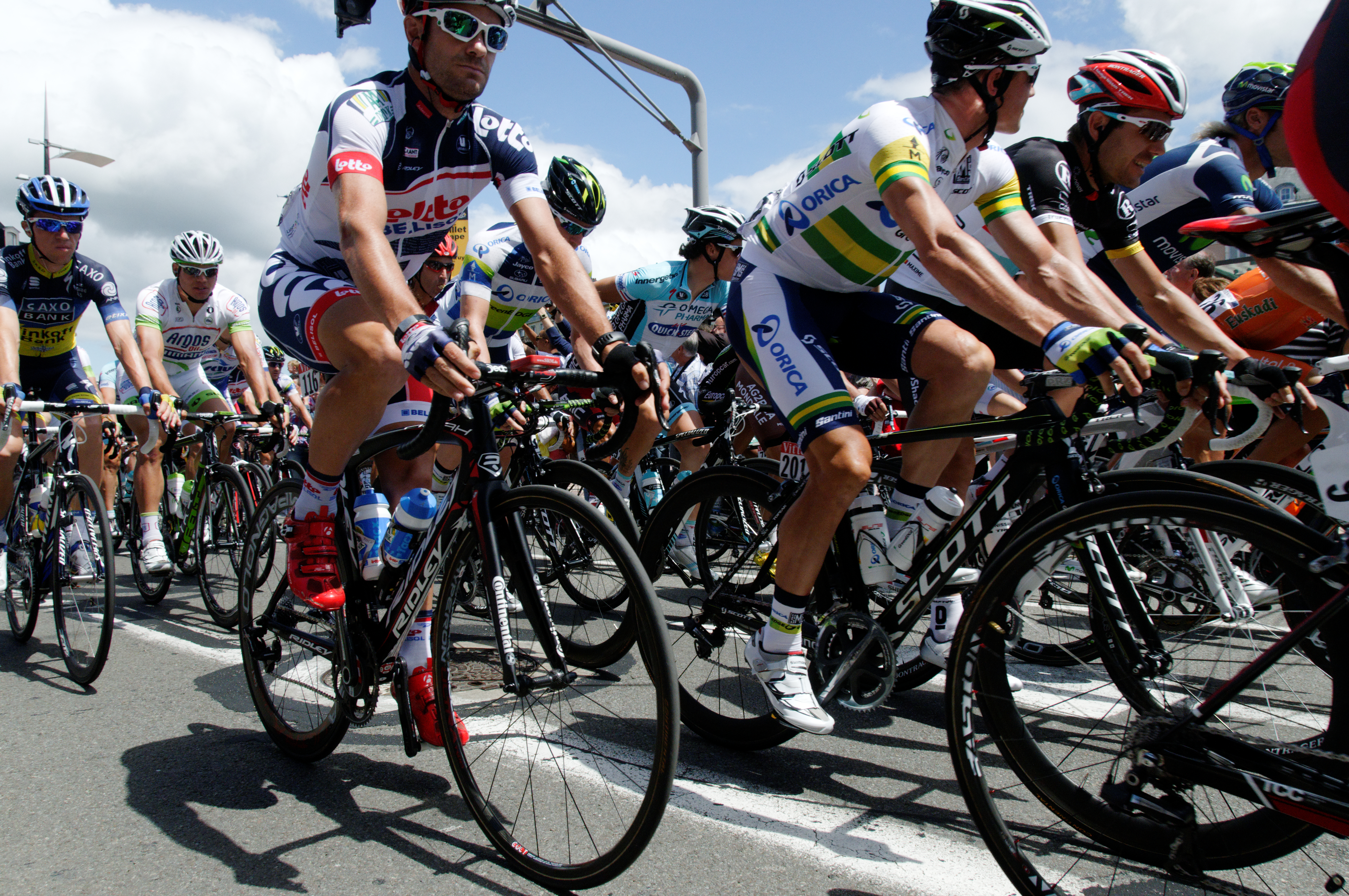
Départ des coureurs à Belfort.

Le départ réel est légèrement retardé par la chute de Matthew Lloyd (Lampre-ISD) dans la portion neutralisée. Des attaques fusent dès le km 5, seul Jens Voigt (RadioShack-Nissan) parvient à s'extraire du peloton dans la côte de Bondenval. Le contenu du groupe de ses poursuivants change plusieurs fois au gré des attaques. Il passe seul en tête au sommet de la côte du Passage de la Douleur mais il finit par réintégrer le peloton au km 39.
Les attaques reprennent et un groupe d'échappés d'une vingtaine de coureurs se forme. Jens Voigt s'échappe de ce groupe en compagnie de Steven Kruijswijk (Rabobank), les deux hommes sont repris par le groupe au dernier kilomètre de la côte de Maison-Rouge. Blel Kadri (AG2R La Mondiale) attaque et passe seul en tête de cette côte (km 50) mais il est rapidement repris par le groupe de tête. Une chute à l'arrière du peloton, au kilomètre 56, met à terre Alejandro Valverde (Movistar) et Samuel Sánchez (Euskaltel-Euskadi) et retarde Thomas Voeckler (Europcar). Sánchez est contraint d'abandonner la course en raison d'une blessure à l'épaule et d'une fracture de la main.
Jérémy Roy (FDJ-BigMat) s'extrait du groupe. Il est rejoint par Fredrik Kessiakoff (Astana) au sommet de la côte de Saignelégier, puis par Kruijkswijk et Kevin De Weert (Omega Pharma-Quick Step) dans la côte de Saulcy. Dans cette côte, Kessiakoff part pour un long raid solitaire, il aborde la côte de Caquerelle avec 1 min 45 s d'avance sur le groupe de poursuivants qui comprend Tony Gallopin (RadioShack-Nissan), Christophe Kern (Europcar), Dominik Nerz (Liquigas-Cannondale), Blel Kadri, David Moncoutié (Cofidis), Johnny Hoogerland (Vacansoleil-DCM), Thibaut Pinot et Jérémy Roy (FDJ-BigMat), Steven Kruijswijk, Bauke Mollema et Laurens ten Dam (Rabobank), Chris Anker Sørensen (Saxo Bank-Tinkoff Bank), Robert Kišerlovski (Astana) et Kevin De Weert. À 28 km de l'arrivée, Pinot et Gallopin partent à la poursuite de Kessiakoff.
Au sommet de la côte de La Caquerelle, seuls Gallopin et Pinot ont pu limiter l'écart à 1 min avec l'homme de tête tandis que le peloton pointe à 3 min 25 s. Dans la montée du col de la Croix, Pinot décroche Gallopin, il rattrape et dépasse Kessiakoff à 300 m du sommet. Pinot bascule dans la descente vers Porrentruy avec une dizaine de secondes d'avance, Kessiakoff tente de revenir dans la descente mais il est fatigué par sa longue échappée solitaire et manque de peu de chuter dans un virage.
Derrière, dans la montée du col de la Croix, les accélérations des deux membres de l'équipe Lotto-Belisol Jelle Vanendert et Jurgen Van den Broeck essorent le peloton qui est bientôt réduit à 9 coureurs seulement : Vincenzo Nibali (Liquigas-Cannondale), Christopher Froome et Bradley Wiggins (Sky), Cadel Evans (BMC Racing), Fränk Schleck, Maxime Monfort et Haimar Zubeldia (RadioShack-Nissan), Denis Menchov (Katusha) et Van den Broeck. Pinot parvient à maintenir un écart avec ses poursuivants et remporte l'étape en solitaire avec 26 secondes d'avance à Porrentruy. Van den Broeck et Evans tentent de gagner du temps sur Wiggins mais sans succès. Evans remporte le sprint pour la 2e place devant Gallopin et Wiggins qui conserve le maillot jaune.

## Résultats

### Classement de l'étape
| Classement de la 8e étape | Classement de la 8e étape | Classement de la 8e étape | Classement de la 8e étape | Classement de la 8e étape |
|                           | Coureur                   | Pays                      | Équipe                    | Temps                     |
| ------------------------- | ------------------------- | ------------------------- | ------------------------- | ------------------------- |
| 1er                       | Thibaut Pinot             | France                    | FDJ-BigMat                | en 3 h 56 min 10 s        |
| 2e                        | Cadel Evans               | Australie                 | BMC Racing                | + 26 s                    |
| 3e                        | Tony Gallopin             | France                    | RadioShack-Nissan         | + 26 s                    |
| 4e                        | Bradley Wiggins           | Royaume-Uni               | Sky                       | + 26 s                    |
| 5e                        | Vincenzo Nibali           | Italie                    | Liquigas-Cannondale       | + 26 s                    |
| 6e                        | Jurgen Van den Broeck     | Belgique                  | Lotto-Belisol             | + 26 s                    |
| 7e                        | Christopher Froome        | Royaume-Uni               | Sky                       | + 26 s                    |
| 8e                        | Denis Menchov             | Russie                    | Katusha                   | + 26 s                    |
| 9e                        | Haimar Zubeldia           | Espagne                   | RadioShack-Nissan         | + 26 s                    |
| 10e                       | Fränk Schleck             | Luxembourg                | RadioShack-Nissan         | + 26 s                    |
| modifier                  |                           |                           |                           |                           |

### Points attribués
| Sprint intermédiaire de Les Genevez (km 107) | Sprint intermédiaire de Les Genevez (km 107) | Sprint intermédiaire de Les Genevez (km 107) | Sprint intermédiaire de Les Genevez (km 107) | Sprint intermédiaire de Les Genevez (km 107) |
| -------------------------------------------- | -------------------------------------------- | -------------------------------------------- | -------------------------------------------- | -------------------------------------------- |
|                                              | Coureur                                      | Pays                                         | Équipe                                       | Point(s)                                     |
| 1er                                          | Fredrik Kessiakoff                           | Suède                                        | Astana                                       | 20                                           |
| 2e                                           | Jérémy Roy                                   | France                                       | FDJ-BigMat                                   | 17                                           |
| 3e                                           | Laurens ten Dam                              | Pays-Bas                                     | Rabobank                                     | 15                                           |
| 4e                                           | Thibaut Pinot                                | France                                       | FDJ-BigMat                                   | 13                                           |
| 5e                                           | Kevin De Weert                               | Belgique                                     | Omega Pharma-Quick Step                      | 11                                           |
| 6e                                           | Tony Gallopin                                | France                                       | RadioShack-Nissan                            | 10                                           |
| 7e                                           | David Moncoutié                              | France                                       | Cofidis                                      | 9                                            |
| 8e                                           | Christophe Kern                              | France                                       | Europcar                                     | 8                                            |
| 9e                                           | Robert Kišerlovski                           | Croatie                                      | Astana                                       | 7                                            |
| 10e                                          | Bauke Mollema                                | Pays-Bas                                     | Rabobank                                     | 6                                            |
| 11e                                          | Chris Anker Sørensen                         | Danemark                                     | Saxo Bank-Tinkoff Bank                       | 5                                            |
| 12e                                          | Steven Kruijswijk                            | Pays-Bas                                     | Rabobank                                     | 4                                            |
| 13e                                          | Blel Kadri                                   | France                                       | AG2R La Mondiale                             | 3                                            |
| 14e                                          | Johnny Hoogerland                            | Pays-Bas                                     | Vacansoleil-DCM                              | 2                                            |
| 15e                                          | Dominik Nerz                                 | Allemagne                                    | Liquigas-Cannondale                          | 1                                            |
| modifier                                     |                                              |                                              |                                              |                                              |

| Classement de l'étape | Classement de l'étape | Classement de l'étape | Classement de l'étape  | Classement de l'étape |
| --------------------- | --------------------- | --------------------- | ---------------------- | --------------------- |
|                       | Coureur               | Pays                  | Équipe                 | Point(s)              |
| 1er                   | Thibaut Pinot         | France                | FDJ-BigMat             | 30                    |
| 2e                    | Cadel Evans           | Australie             | BMC Racing             | 25                    |
| 3e                    | Tony Gallopin         | France                | RadioShack-Nissan      | 22                    |
| 4e                    | Bradley Wiggins       | Royaume-Uni           | Sky                    | 19                    |
| 5e                    | Vincenzo Nibali       | Italie                | Liquigas-Cannondale    | 17                    |
| 6e                    | Jurgen Van den Broeck | Belgique              | Lotto-Belisol          | 15                    |
| 7e                    | Christopher Froome    | Royaume-Uni           | Sky                    | 13                    |
| 8e                    | Denis Menchov         | Russie                | Katusha                | 11                    |
| 9e                    | Haimar Zubeldia       | Espagne               | RadioShack-Nissan      | 9                     |
| 10e                   | Fränk Schleck         | Luxembourg            | RadioShack-Nissan      | 7                     |
| 11e                   | Christopher Horner    | États-Unis            | RadioShack-Nissan      | 6                     |
| 12e                   | Fredrik Kessiakoff    | Suède                 | Astana                 | 5                     |
| 13e                   | Nicolas Roche         | Irlande               | AG2R La Mondiale       | 4                     |
| 14e                   | Chris Anker Sørensen  | Danemark              | Saxo Bank-Tinkoff Bank | 3                     |
| 15e                   | Maxime Monfort        | Belgique              | RadioShack-Nissan      | 2                     |
| modifier              |                       |                       |                        |                       |

### Cols et côtes
| Côte de Bondeval (km 20) 4e catégorie | Côte de Bondeval (km 20) 4e catégorie | Côte de Bondeval (km 20) 4e catégorie | Côte de Bondeval (km 20) 4e catégorie | Côte de Bondeval (km 20) 4e catégorie |
| ------------------------------------- | ------------------------------------- | ------------------------------------- | ------------------------------------- | ------------------------------------- |
|                                       | Coureur                               | Pays                                  | Équipe                                | Point(s)                              |
| 1er                                   | Jens Voigt                            | Allemagne                             | RadioShack-Nissan                     | 1                                     |
| modifier                              |                                       |                                       |                                       |                                       |

| Côte du Passage de la Douleur (km 32) 3e catégorie | Côte du Passage de la Douleur (km 32) 3e catégorie | Côte du Passage de la Douleur (km 32) 3e catégorie | Côte du Passage de la Douleur (km 32) 3e catégorie | Côte du Passage de la Douleur (km 32) 3e catégorie |
| -------------------------------------------------- | -------------------------------------------------- | -------------------------------------------------- | -------------------------------------------------- | -------------------------------------------------- |
|                                                    | Coureur                                            | Pays                                               | Équipe                                             | Point(s)                                           |
| 1er                                                | Jens Voigt                                         | Allemagne                                          | RadioShack-Nissan                                  | 2                                                  |
| 2e                                                 | Chris Anker Sørensen                               | Danemark                                           | Saxo Bank-Tinkoff Bank                             | 1                                                  |
| modifier                                           |                                                    |                                                    |                                                    |                                                    |

| Côte de Maison-Rouge (km 50) 2e catégorie | Côte de Maison-Rouge (km 50) 2e catégorie | Côte de Maison-Rouge (km 50) 2e catégorie | Côte de Maison-Rouge (km 50) 2e catégorie | Côte de Maison-Rouge (km 50) 2e catégorie |
| ----------------------------------------- | ----------------------------------------- | ----------------------------------------- | ----------------------------------------- | ----------------------------------------- |
|                                           | Coureur                                   | Pays                                      | Équipe                                    | Point(s)                                  |
| 1er                                       | Blel Kadri                                | France                                    | AG2R La Mondiale                          | 5                                         |
| 2e                                        | David Moncoutié                           | France                                    | Cofidis                                   | 3                                         |
| 3e                                        | Chris Anker Sørensen                      | Danemark                                  | Saxo Bank-Tinkoff Bank                    | 2                                         |
| 4e                                        | Jens Voigt                                | Allemagne                                 | RadioShack-Nissan                         | 1                                         |
| modifier                                  |                                           |                                           |                                           |                                           |

| Côte de Saignelégier (km 73) 2e catégorie | Côte de Saignelégier (km 73) 2e catégorie | Côte de Saignelégier (km 73) 2e catégorie | Côte de Saignelégier (km 73) 2e catégorie | Côte de Saignelégier (km 73) 2e catégorie |
| ----------------------------------------- | ----------------------------------------- | ----------------------------------------- | ----------------------------------------- | ----------------------------------------- |
|                                           | Coureur                                   | Pays                                      | Équipe                                    | Point(s)                                  |
| 1er                                       | Jérémy Roy                                | France                                    | FDJ-BigMat                                | 5                                         |
| 2e                                        | Fredrik Kessiakoff                        | Suède                                     | Astana                                    | 3                                         |
| 3e                                        | Johnny Hoogerland                         | Pays-Bas                                  | Vacansoleil-DCM                           | 2                                         |
| 4e                                        | Laurens ten Dam                           | Pays-Bas                                  | Rabobank                                  | 1                                         |
| modifier                                  |                                           |                                           |                                           |                                           |

| Côte de Saulcy (km 97) 2e catégorie | Côte de Saulcy (km 97) 2e catégorie | Côte de Saulcy (km 97) 2e catégorie | Côte de Saulcy (km 97) 2e catégorie | Côte de Saulcy (km 97) 2e catégorie |
| ----------------------------------- | ----------------------------------- | ----------------------------------- | ----------------------------------- | ----------------------------------- |
|                                     | Coureur                             | Pays                                | Équipe                              | Point(s)                            |
| 1er                                 | Fredrik Kessiakoff                  | Suède                               | Astana                              | 5                                   |
| 2e                                  | Thibaut Pinot                       | France                              | FDJ-BigMat                          | 3                                   |
| 3e                                  | Christophe Kern                     | France                              | Europcar                            | 2                                   |
| 4e                                  | Steven Kruijswijk                   | Pays-Bas                            | Rabobank                            | 1                                   |
| modifier                            |                                     |                                     |                                     |                                     |

| Côte de la Caquerelle (km 130,5) 2e catégorie | Côte de la Caquerelle (km 130,5) 2e catégorie | Côte de la Caquerelle (km 130,5) 2e catégorie | Côte de la Caquerelle (km 130,5) 2e catégorie | Côte de la Caquerelle (km 130,5) 2e catégorie |
| --------------------------------------------- | --------------------------------------------- | --------------------------------------------- | --------------------------------------------- | --------------------------------------------- |
|                                               | Coureur                                       | Pays                                          | Équipe                                        | Point(s)                                      |
| 1er                                           | Fredrik Kessiakoff                            | Suède                                         | Astana                                        | 5                                             |
| 2e                                            | Thibaut Pinot                                 | France                                        | FDJ-BigMat                                    | 3                                             |
| 3e                                            | Tony Gallopin                                 | France                                        | RadioShack-Nissan                             | 2                                             |
| 4e                                            | Chris Anker Sørensen                          | Danemark                                      | Saxo Bank-Tinkoff Bank                        | 1                                             |
| modifier                                      |                                               |                                               |                                               |                                               |

| \| Col de la Croix (km 141,5) 1re catégorie \| Col de la Croix (km 141,5) 1re catégorie \| Col de la Croix (km 141,5) 1re catégorie \| Col de la Croix (km 141,5) 1re catégorie \| Col de la Croix (km 141,5) 1re catégorie \| \| ---------------------------------------- \| ---------------------------------------- \| ---------------------------------------- \| ---------------------------------------- \| ---------------------------------------- \| \| \| Coureur \| Pays \| Équipe \| Point(s) \| \| 1er \| Thibaut Pinot \| France \| FDJ-BigMat \| 10 \| \| 2e \| Fredrik Kessiakoff \| Suède \| Astana \| 8 \| \| 3e \| Tony Gallopin \| France \| RadioShack-Nissan \| 6 \| \| 4e \| Jurgen Van den Broeck \| Belgique \| Lotto-Belisol \| 4 \| \| 5e \| Cadel Evans \| Australie \| BMC Racing \| 2 \| \| 6e \| Vincenzo Nibali \| Italie \| Liquigas-Cannondale \| 1 \| \| modifier \| \| \| \| \| |                       |           |                     |          |
| Col de la Croix (km 141,5) 1re catégorie |                       |           |                     |          |
| | Coureur               | Pays      | Équipe              | Point(s) |
| 1er | Thibaut Pinot         | France    | FDJ-BigMat          | 10       |
| 2e | Fredrik Kessiakoff    | Suède     | Astana              | 8        |
| 3e | Tony Gallopin         | France    | RadioShack-Nissan   | 6        |
| 4e | Jurgen Van den Broeck | Belgique  | Lotto-Belisol       | 4        |
| 5e | Cadel Evans           | Australie | BMC Racing          | 2        |
| 6e | Vincenzo Nibali       | Italie    | Liquigas-Cannondale | 1        |
| modifier |                       |           |                     |          |

## Classements à l'issue de l'étape

### Classement général
| Classement général | Classement général    | Classement général | Classement général  | Classement général  |
|                    | Coureur               | Pays               | Équipe              | Temps               |
| ------------------ | --------------------- | ------------------ | ------------------- | ------------------- |
| 1er                | Bradley Wiggins       | Royaume-Uni        | Sky                 | en 38 h 17 min 56 s |
| 2e                 | Cadel Evans           | Australie          | BMC Racing          | + 10 s              |
| 3e                 | Vincenzo Nibali       | Italie             | Liquigas-Cannondale | + 16 s              |
| 4e                 | Denis Menchov         | Russie             | Katusha             | + 54 s              |
| 5e                 | Haimar Zubeldia       | Espagne            | RadioShack-Nissan   | + 59 s              |
| 6e                 | Christopher Froome    | Royaume-Uni        | Sky                 | + 1 min 32 s        |
| 7e                 | Maxime Monfort        | Belgique           | RadioShack-Nissan   | + 2 min 8 s         |
| 8e                 | Jurgen Van den Broeck | Belgique           | Lotto-Belisol       | + 2 min 11 s        |
| 9e                 | Nicolas Roche         | Irlande            | AG2R La Mondiale    | + 2 min 21 s        |
| 10e                | Rein Taaramäe         | Estonie            | Cofidis             | + 2 min 27 s        |
| modifier           |                       |                    |                     |                     |

### Classement par points
| Classement par points | Classement par points | Classement par points | Classement par points | Classement par points |
| --------------------- | --------------------- | --------------------- | --------------------- | --------------------- |
|                       | Coureur               | Pays                  | Équipe                | Point(s)              |
| 1er                   | Peter Sagan           | Slovaquie             | Liquigas-Cannondale   | 217 points            |
| 2e                    | Matthew Goss          | Australie             | Orica-GreenEDGE       | 185 pts               |
| 3e                    | André Greipel         | Allemagne             | Lotto-Belisol         | 172 pts               |
| modifier              |                       |                       |                       |                       |

### Classement du meilleur grimpeur
| Classement du meilleur grimpeur | Classement du meilleur grimpeur | Classement du meilleur grimpeur | Classement du meilleur grimpeur | Classement du meilleur grimpeur |
| ------------------------------- | ------------------------------- | ------------------------------- | ------------------------------- | ------------------------------- |
|                                 | Coureur                         | Pays                            | Équipe                          | Point(s)                        |
| 1er                             | Fredrik Kessiakoff              | Suède                           | Astana                          | 21 points                       |
| 2e                              | Christopher Froome              | Royaume-Uni                     | Sky                             | 20 pts                          |
| 3e                              | Cadel Evans                     | Australie                       | BMC Racing                      | 18 pts                          |
| modifier                        |                                 |                                 |                                 |                                 |

### Classement du meilleur jeune
| Classement général du meilleur jeune | Classement général du meilleur jeune | Classement général du meilleur jeune | Classement général du meilleur jeune | Classement général du meilleur jeune |
|                                      | Coureur                              | Pays                                 | Équipe                               | Temps                                |
| ------------------------------------ | ------------------------------------ | ------------------------------------ | ------------------------------------ | ------------------------------------ |
| 1er                                  | Rein Taaramäe                        | Estonie                              | Cofidis                              | en 38 h 20 min 23 s                  |
| 2e                                   | Tony Gallopin                        | France                               | RadioShack-Nissan                    | + 46 s                               |
| 3e                                   | Thibaut Pinot                        | France                               | FDJ-BigMat                           | + 1 min 14 s                         |
| modifier                             |                                      |                                      |                                      |                                      |

### Classement par équipes
| Classement par équipes | Classement par équipes | Classement par équipes | Classement par équipes |
|                        | Équipe                 | Pays                   | Temps                  |
| ---------------------- | ---------------------- | ---------------------- | ---------------------- |
| 1re                    | RadioShack-Nissan      | Luxembourg             | en 114 h 56 min 52 s   |
| 2e                     | Sky                    | Royaume-Uni            | + 2 min 51 s           |
| 3e                     | Liquigas-Cannondale    | Italie                 | + 10 min 6 s           |
| modifier               |                        |                        |                        |

## Abandons
- Johannes Fröhlinger (Argos-Shimano) : non-partant
- Samuel Sánchez (Euskaltel-Euskadi) : abandon
- Gorka Verdugo (Euskaltel-Euskadi) : abandon